# Maçanet de Cabrenys
Maçanet de Cabrenys è un comune spagnolo situato nell'Alt Empordà (Catalogna) e conta 700 abitanti. Fa anche parte della subcomarca della Alta Garrotxa. Si trova ai piedi del versante orientale dei Pirenei. Il villaggio, a 370 m di altitudine, si trova in una valle tra i punti più alti del suo territorio: il Puig de Les Salines (1.331 m) e l'El roc di Frausa (1.445 m.)

## Frazioni

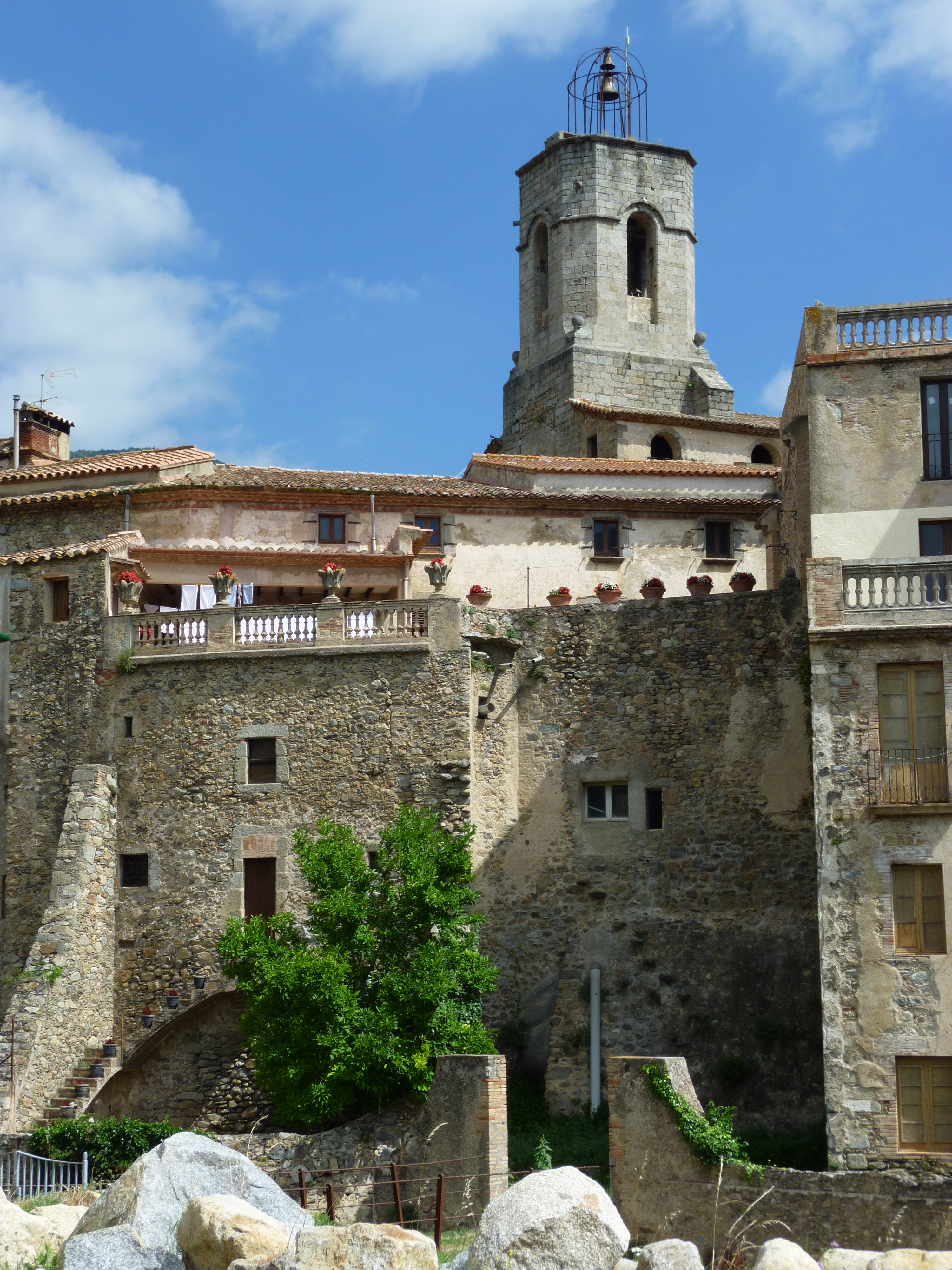
Il campanile della chiesa di Sant Martí dietro le case del vecchio ponte

- Maçanet de Cabrenys
- Arnera
- Les Creus
- Les Mines
- Les Salines
- Tapis
- Els Vilars
- Oliveda

## Storia
La valle fu abitata fin dai tempi preistorici. Viene citato per la prima volta in un precetto di Ludovico il Pio nel corso dell'anno 814, che stabilisce che Céret confina al sud con "villam quae dicitur Macanetum". Nel 954 Guifré II di Besalú donò al monastero di Sant Pere de Camprodon una proprietà fondiaria di Tapis per consentire la costruzione del santuario di Les Salines.
Nel 1553 la peste uccide metà della popolazione del paese. Nel luglio 1675 il tenente generale francese Le Bret, con 1.500 uomini, saccheggia il villaggio.

## Economia
La presenza di un ottimo clima e diverse fonti economiche, ha favorito lo sviluppo del turismo, principale fonte di reddito del paese, insieme ad aziende di costruzione, all'agricoltura pluviale ed al bestiame. Nel territorio del comune è presente anche un impianto di imbottigliamento di acqua. Nel passato erano presenti aziende di prodotti tessili, di materiali ferrosi e fabbriche di tappi di sughero.

## Monumenti e luoghi d'interesse

### La chiesa di Sant Martí
La chiesa di Sant Martí, XII-XIII secolo, appartiene al tardo romanico. È costituita da una navata rettangolare coperta a volta ad arco ogivale e un'abside semicircolare coperto da una cupola a forma di mandorla. Il portale è costituito da un timpano a sbalzo liscio, quattro archi e un archivolto, con la porta di legno.

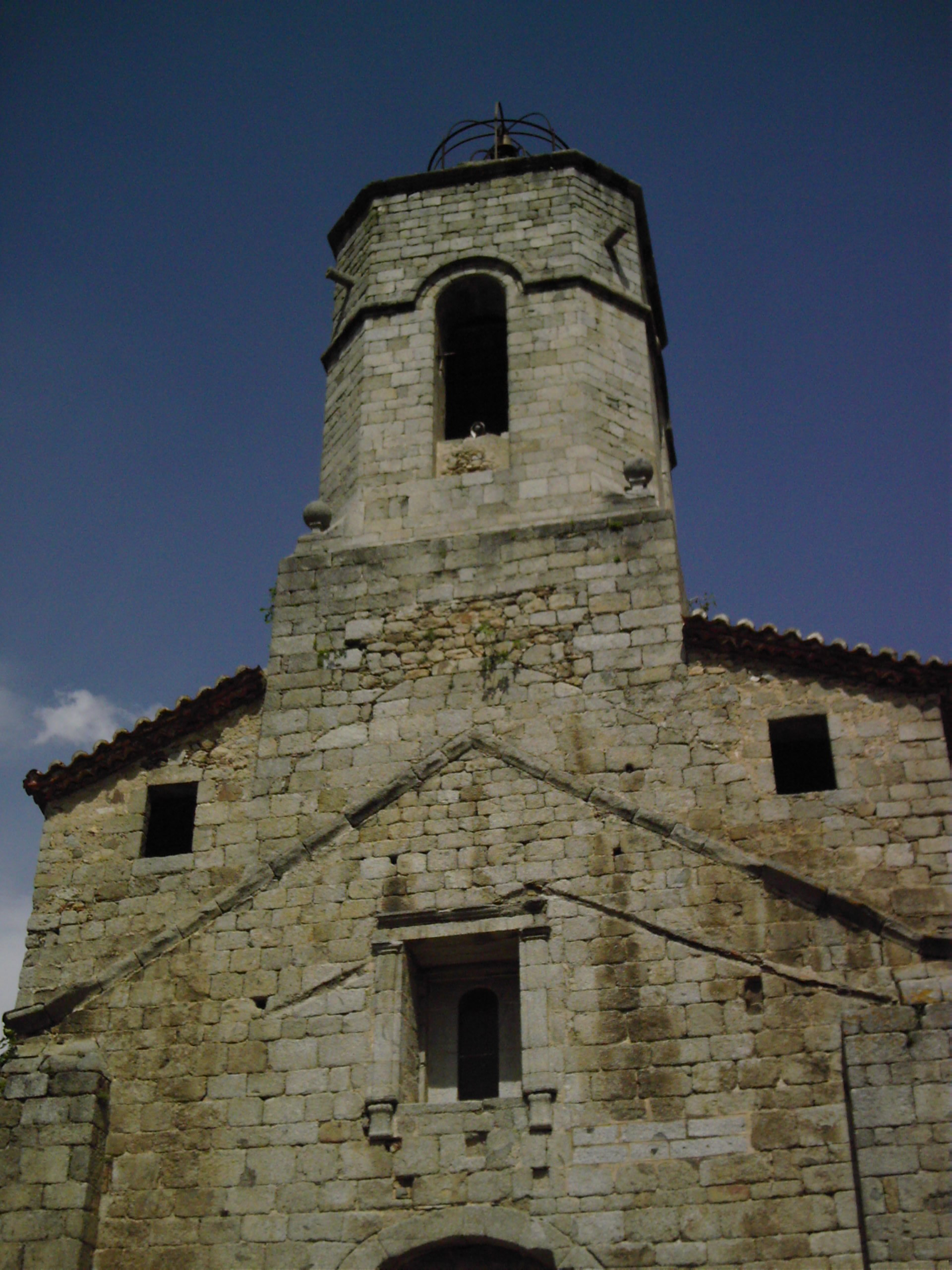
Facciata della chiesa
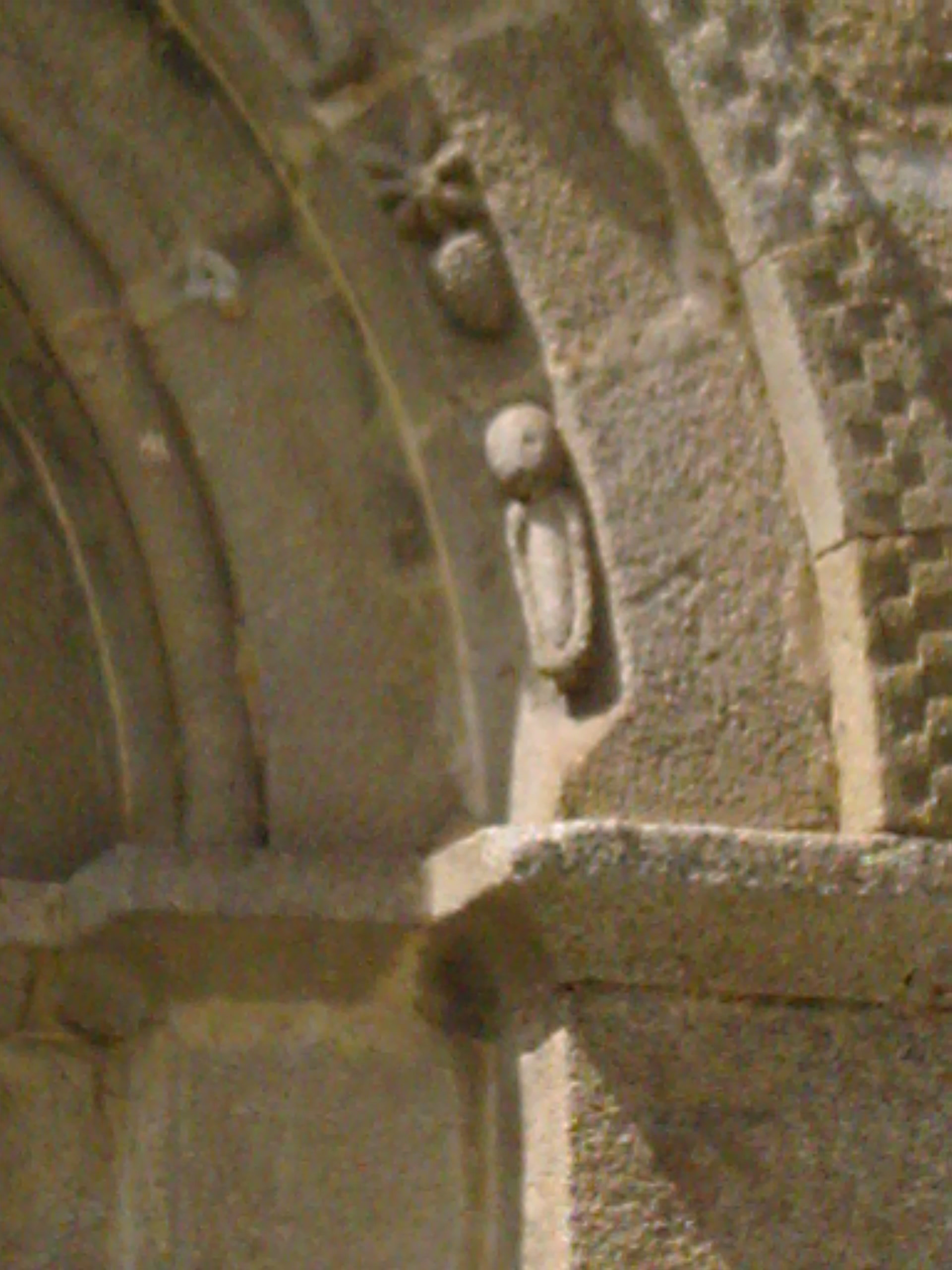
Particolare del portale
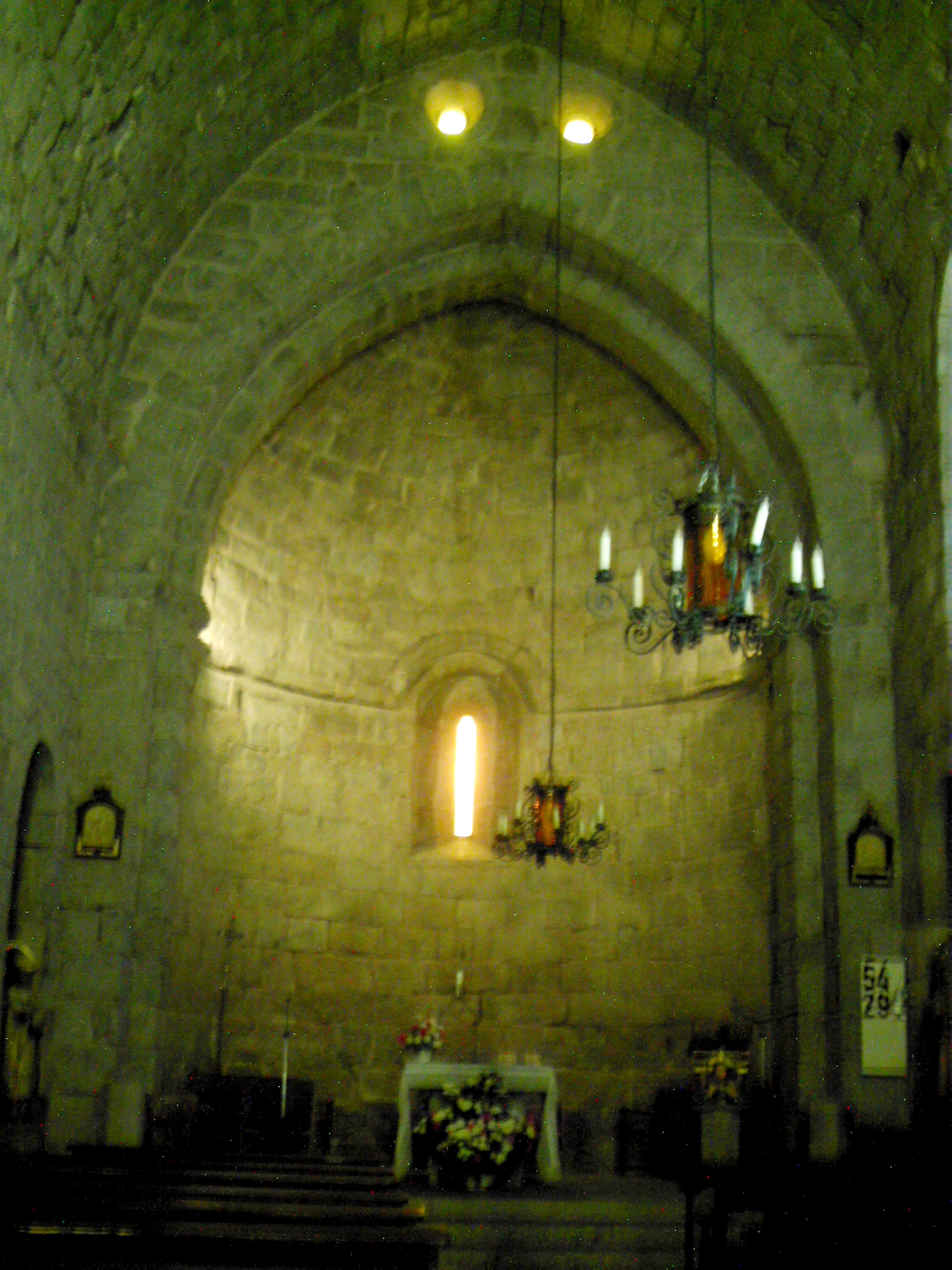
Interno
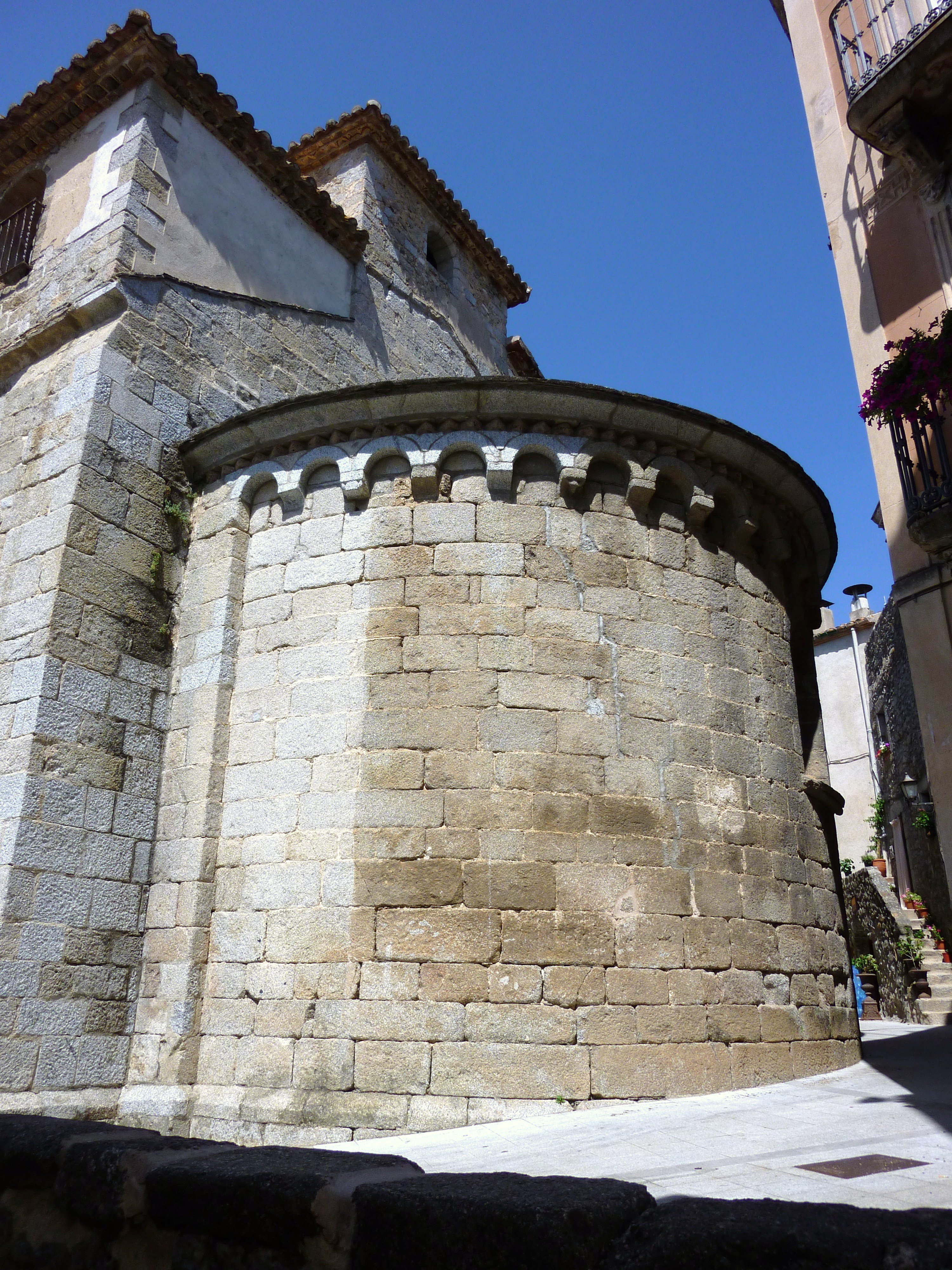
Abside

### Cappella di Sant Sebastià
La cappella di Sant Sebastià venne costruita a seguito del focolaio di peste nel XVI secolo, con contributi popolari. La cappella attuale è stata ricostruita nel XVIII secolo.

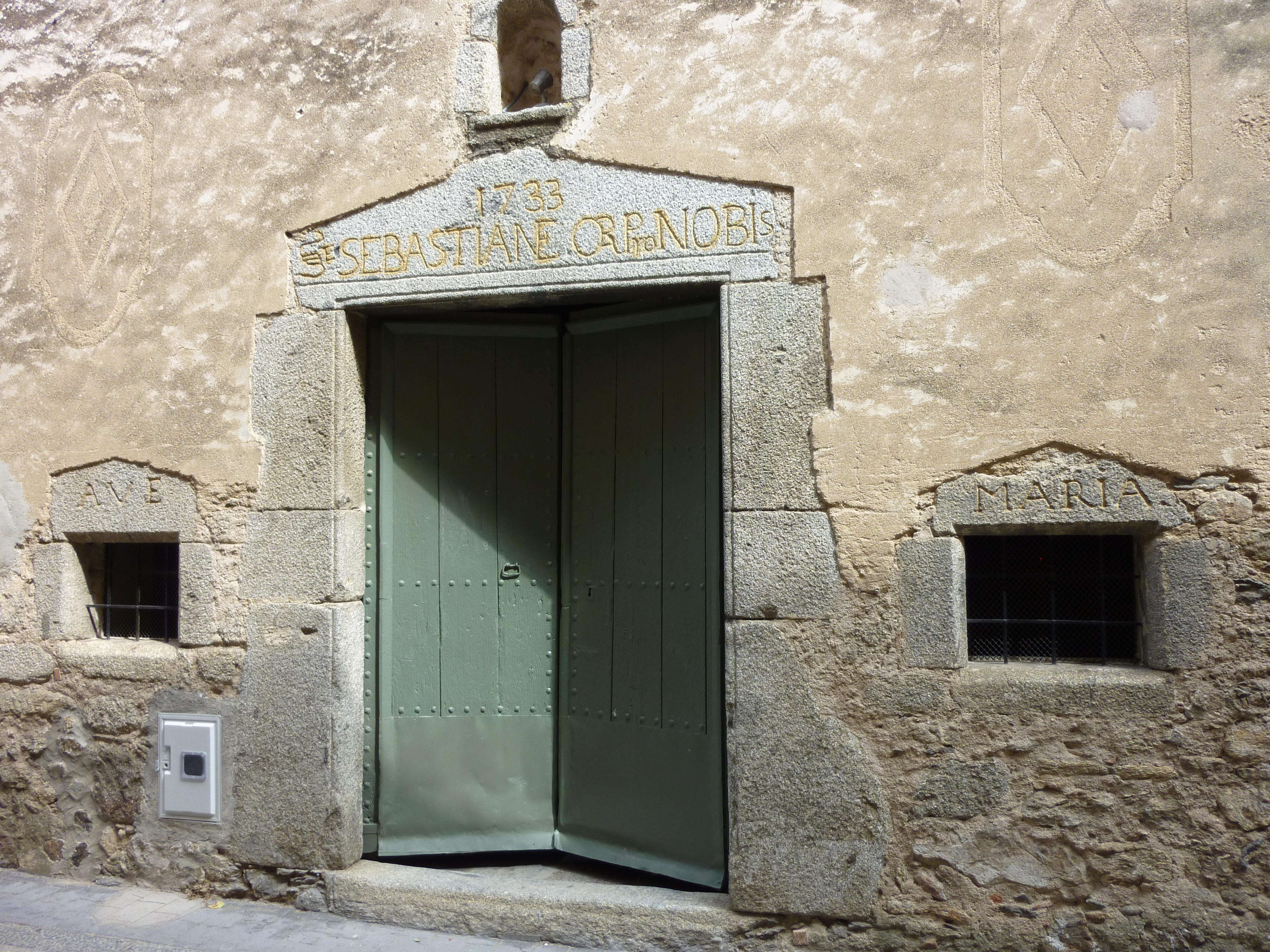
Facciata della cappella
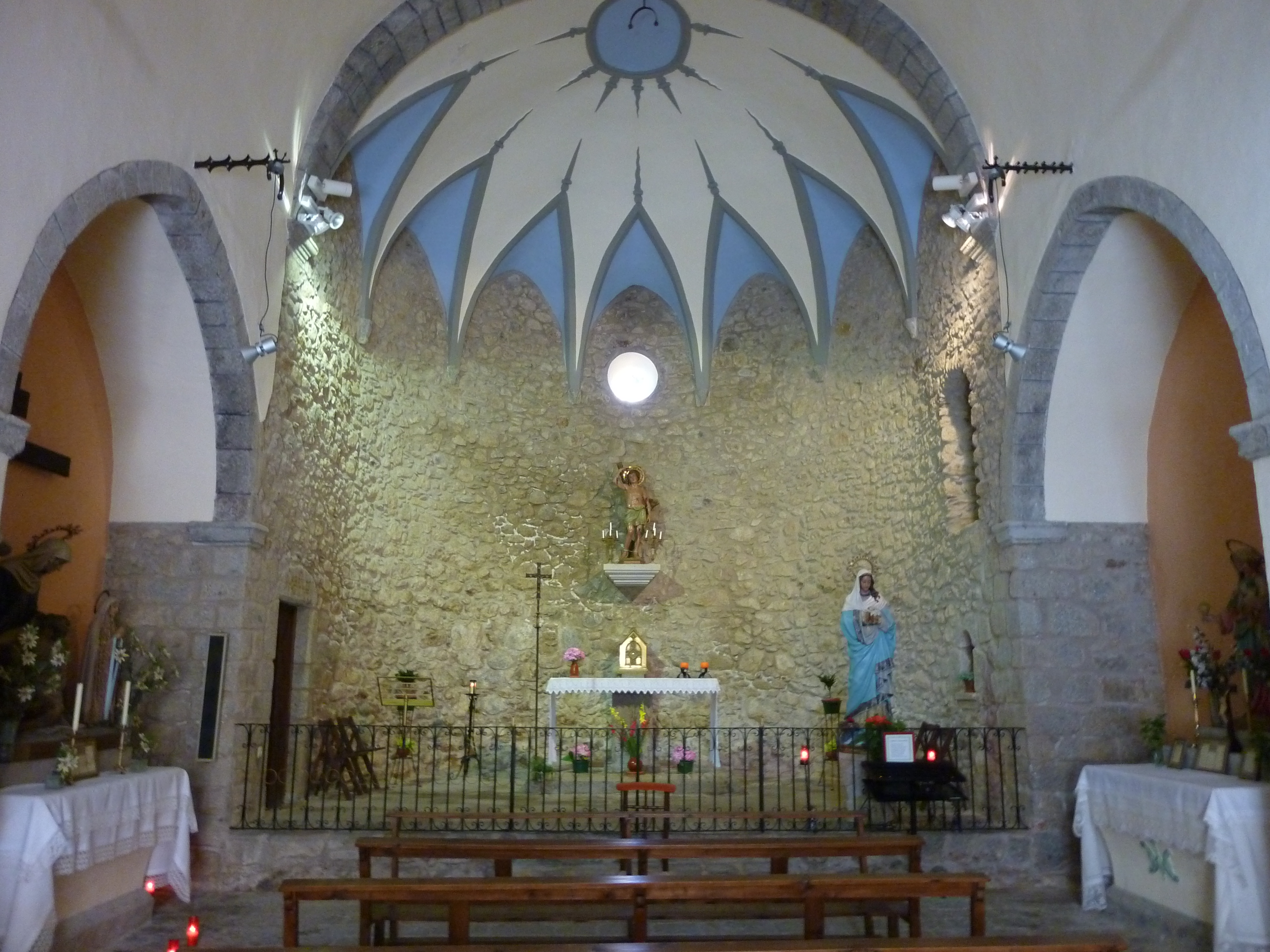
Interno
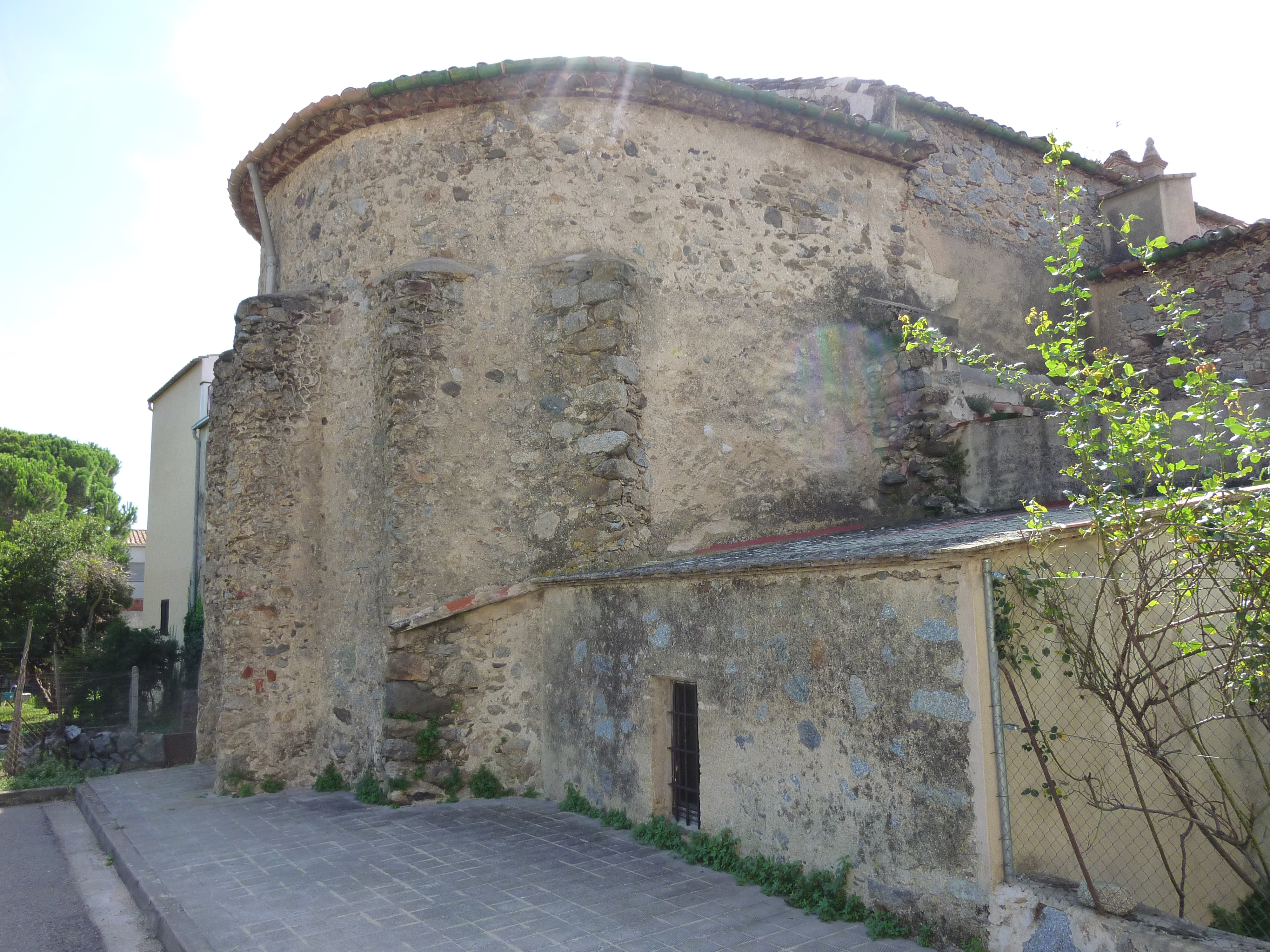
Abside

### Santuario della Madonna de Les Salines
Si trova vicino alla cima del monte Les Salines. È situato a 1.100 metri s.l.d.m. e si trova a 15 chilometri dalla città. Venne costruito nel 1271 e ristrutturato nel XVIII secolo.

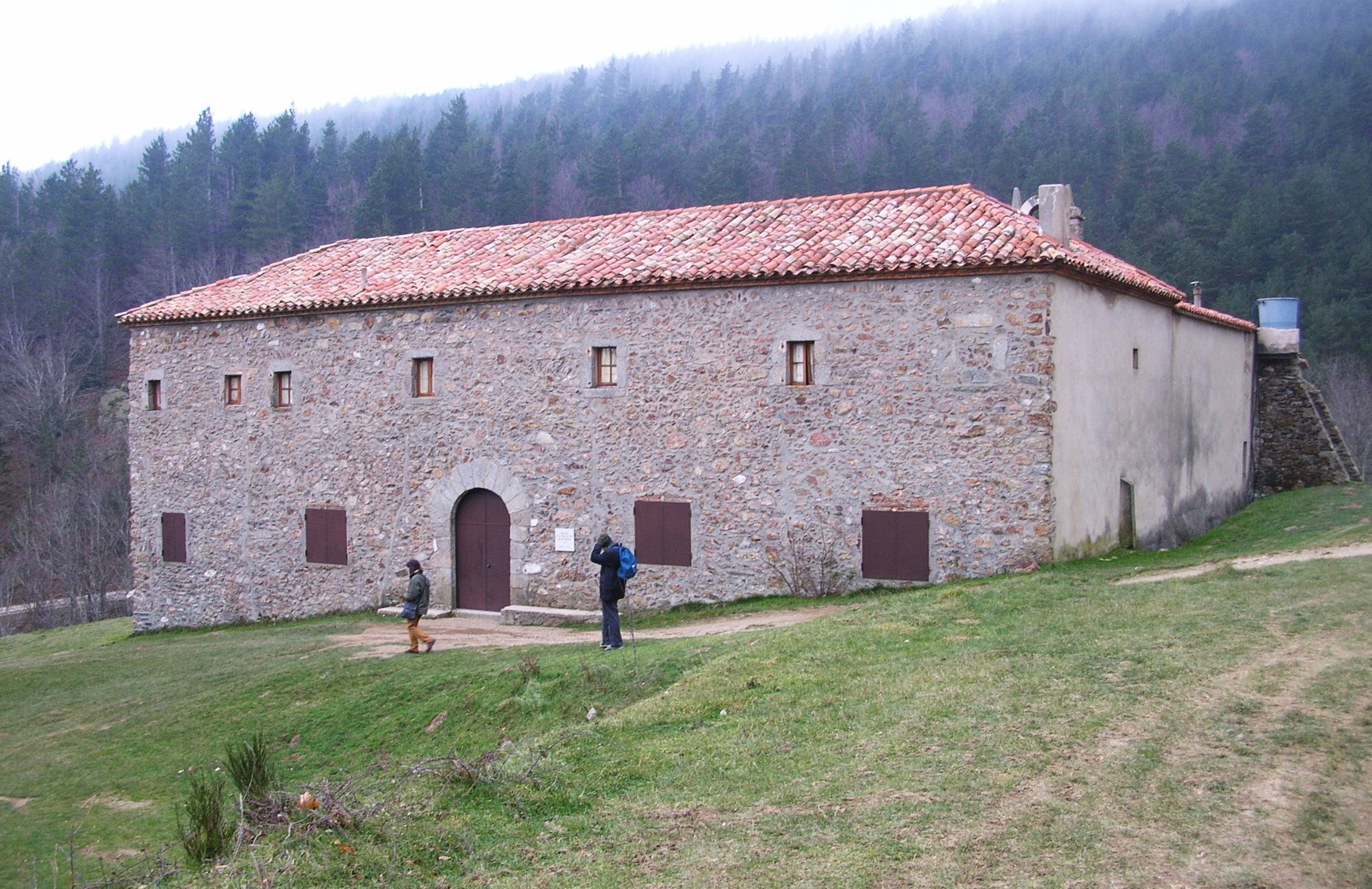
Facciata del santuario
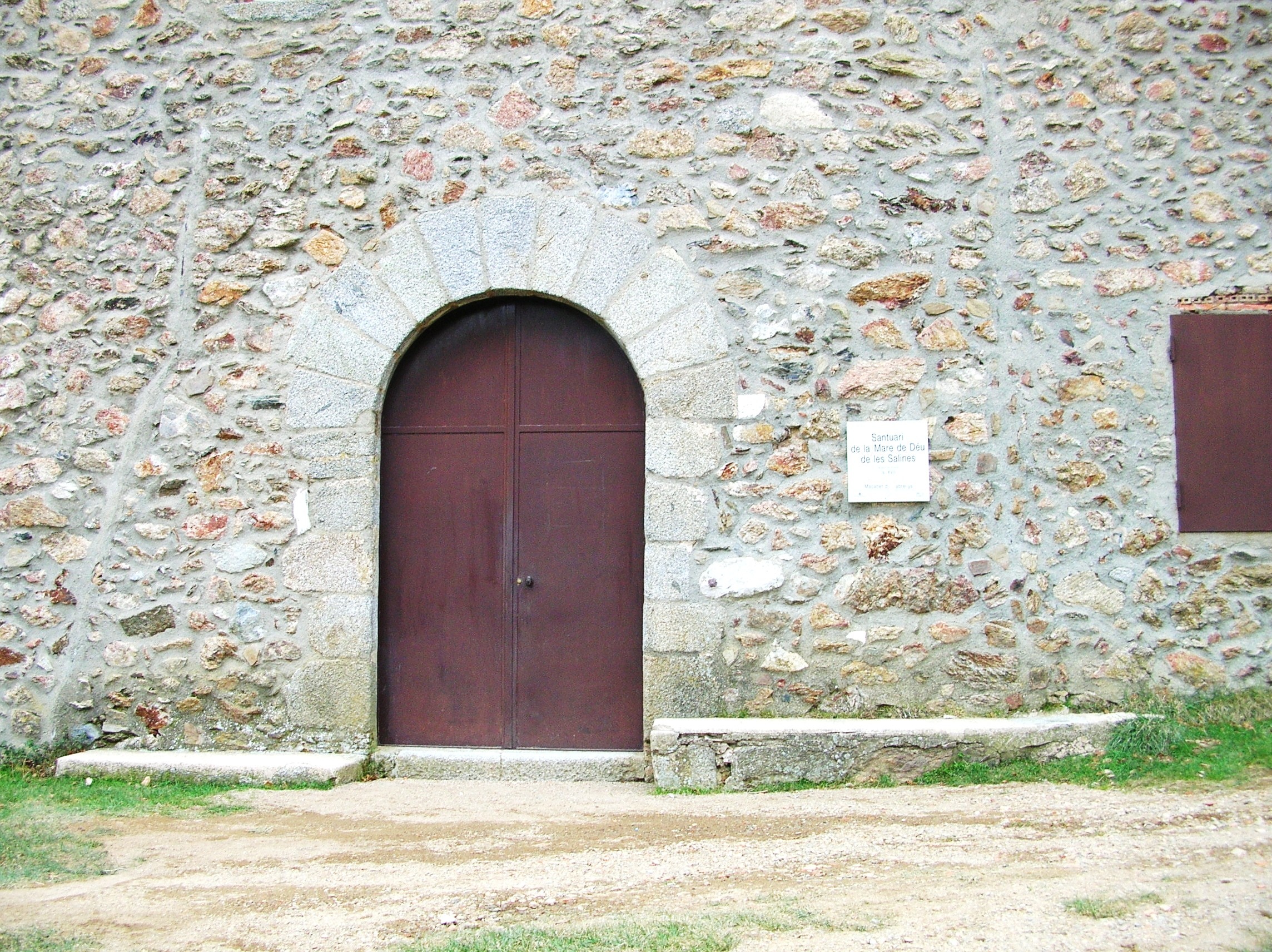
La porta del santuario
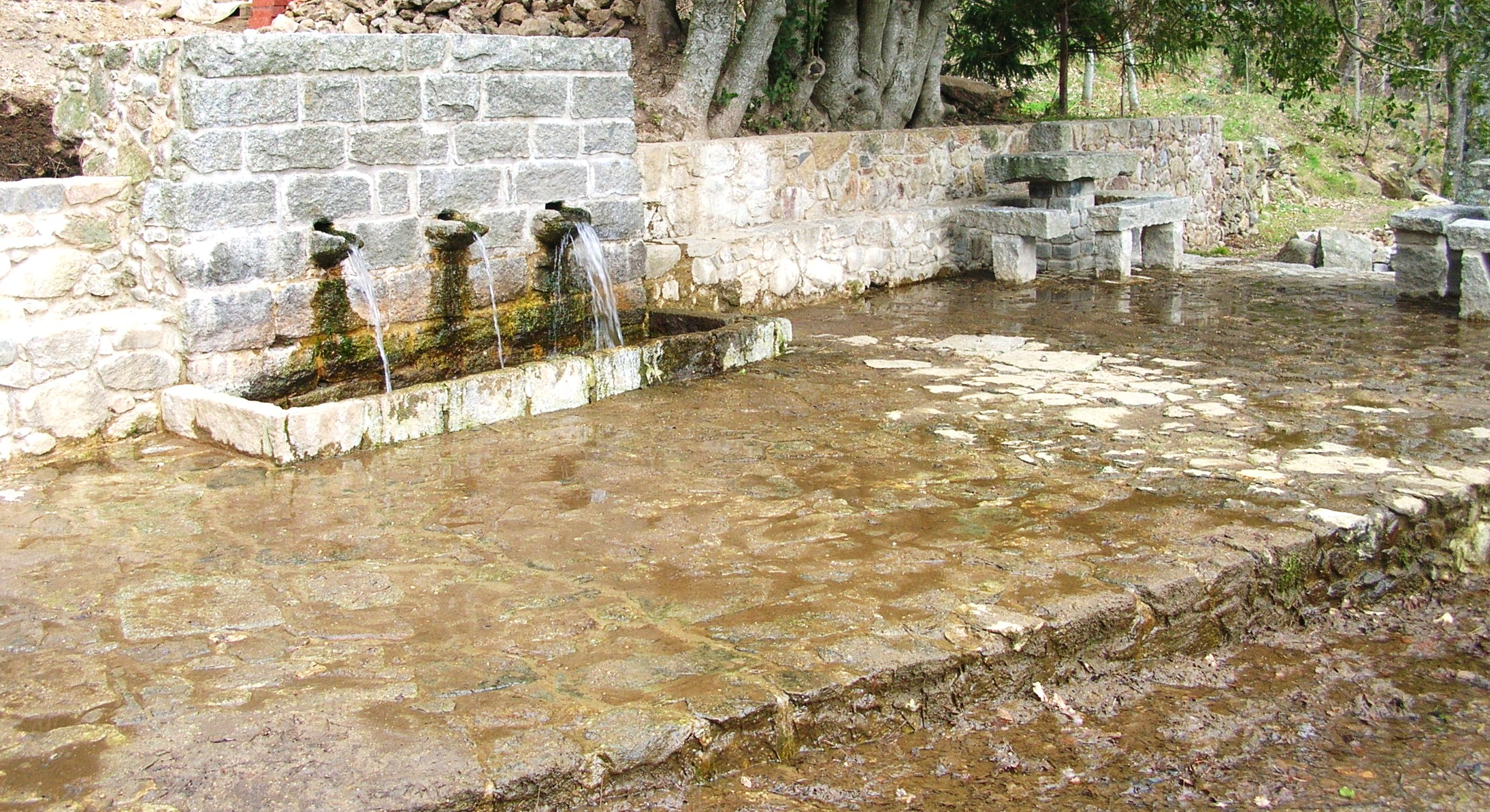
La fonte dei tre getti, vicina al santuario

## Tapis

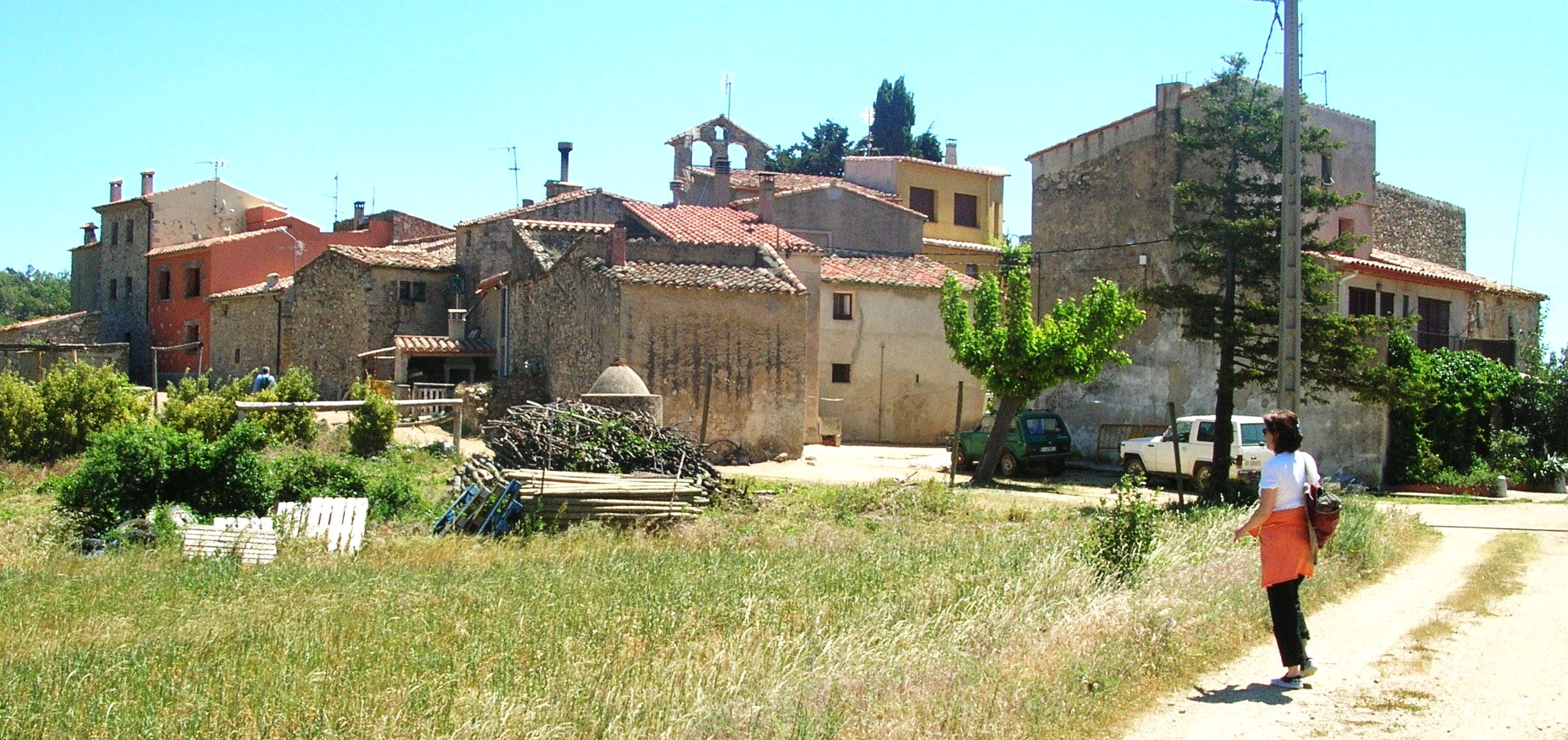
Tapis dalla strada tra Costoja e Maçanet de Cabrenys

Tapis è un villaggio situato nel comune di Maçanet de Cabrenys. È citato per la prima volta in un documento del 954. Nel 2005 contava 25 abitanti.

### La chiesa di Sant Briç
È un edificio risalente alla fine del XII secolo o l'inizio del XIII. È formato da una sola navata, due cappelle laterali, e un transetto. L'abside, semicircolare, con volta a forma di mandorla, si apre sulla nave per mezzo di un doppio arco. La snellezza del turno, le proporzioni, lo stile e la struttura dei capitelli del portale, sono elementi che rappresentano la fase finale dal romanico.

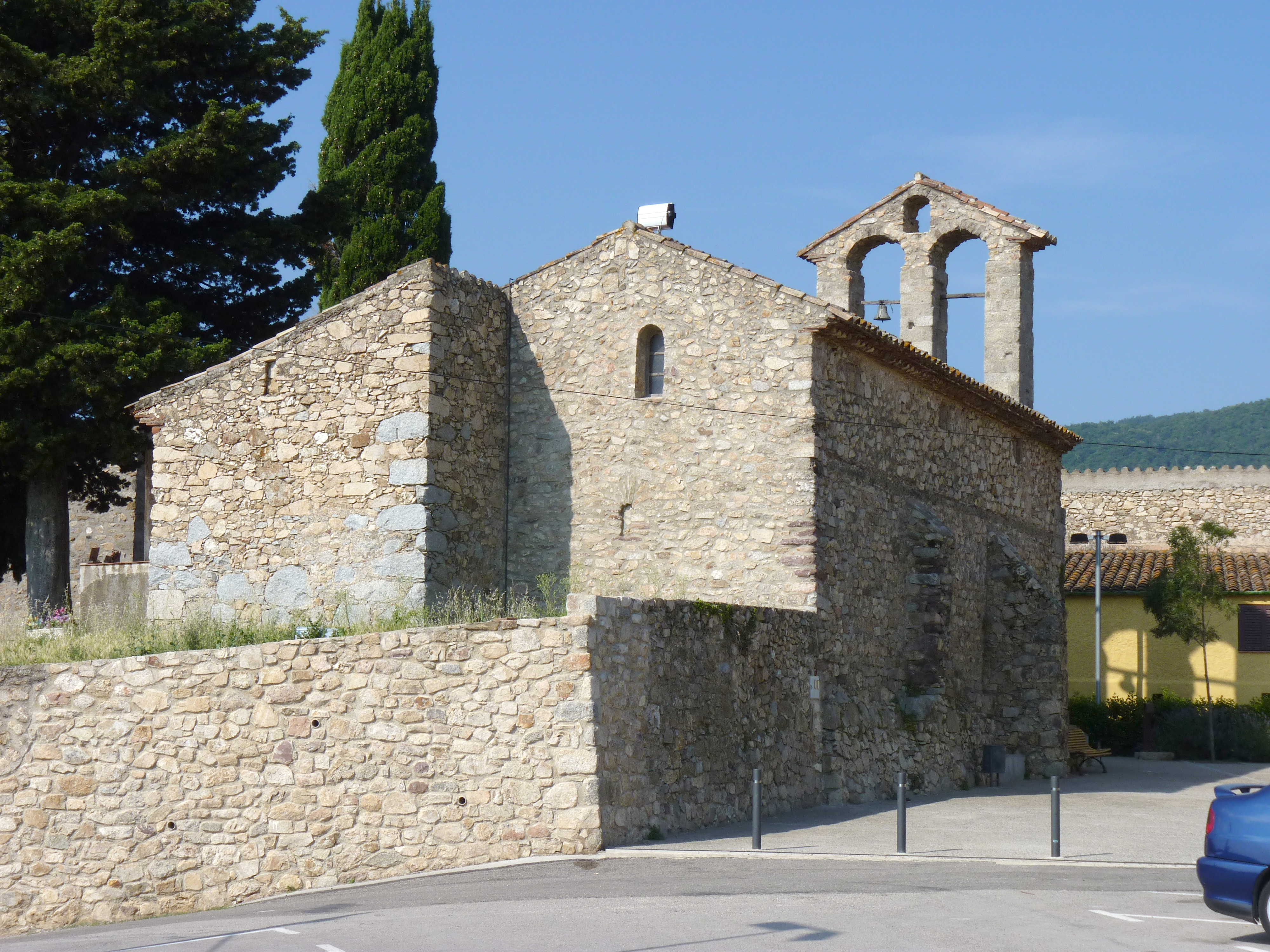
La chiesa di Sant Briç
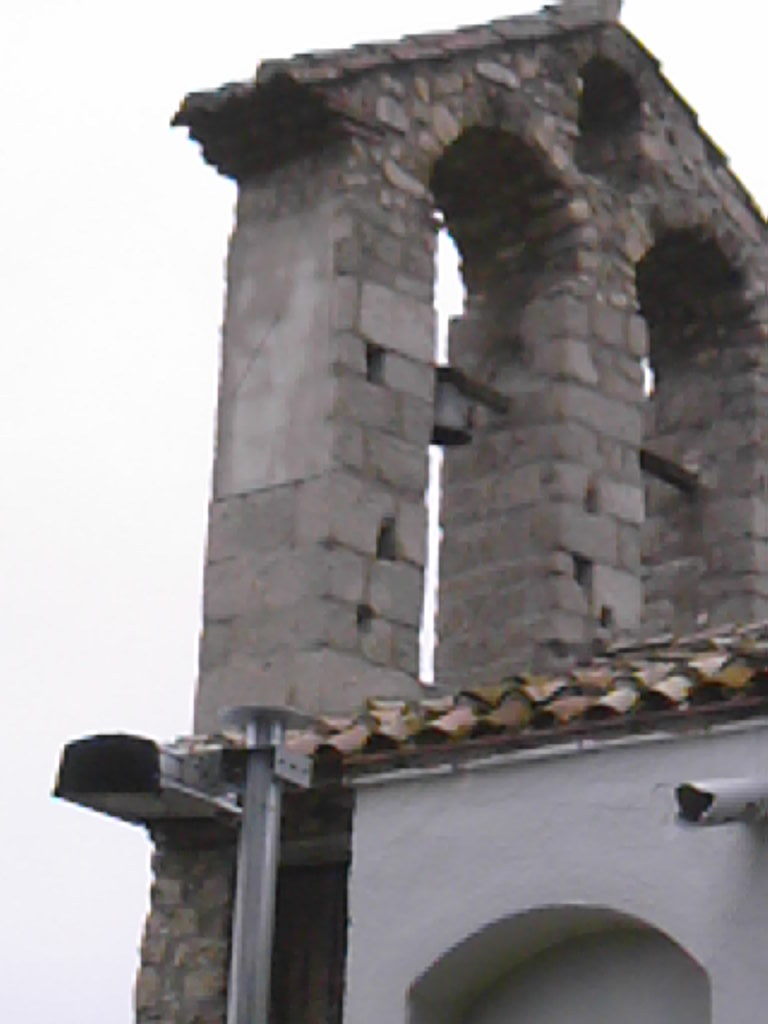
Il campanile
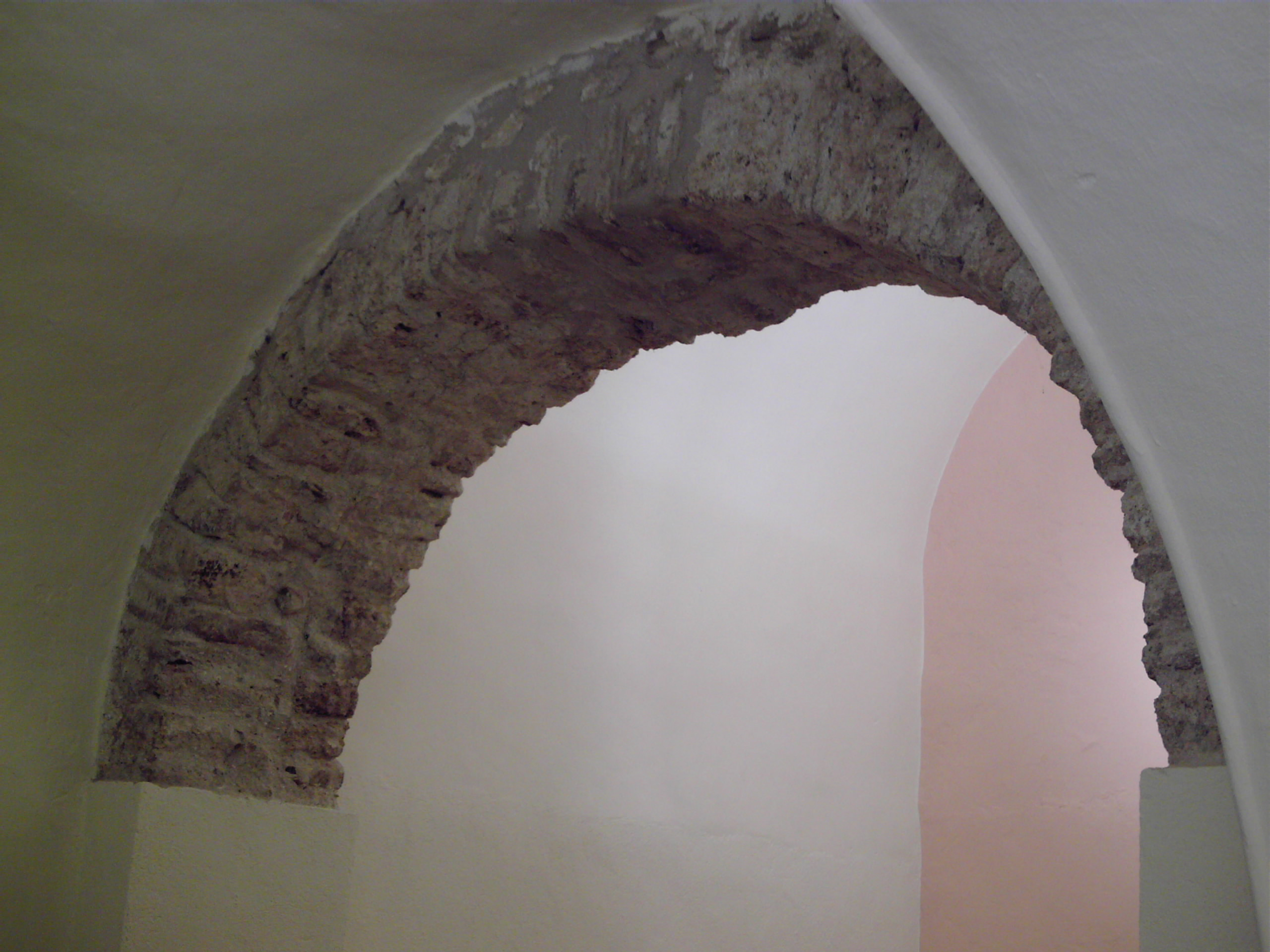
Interno
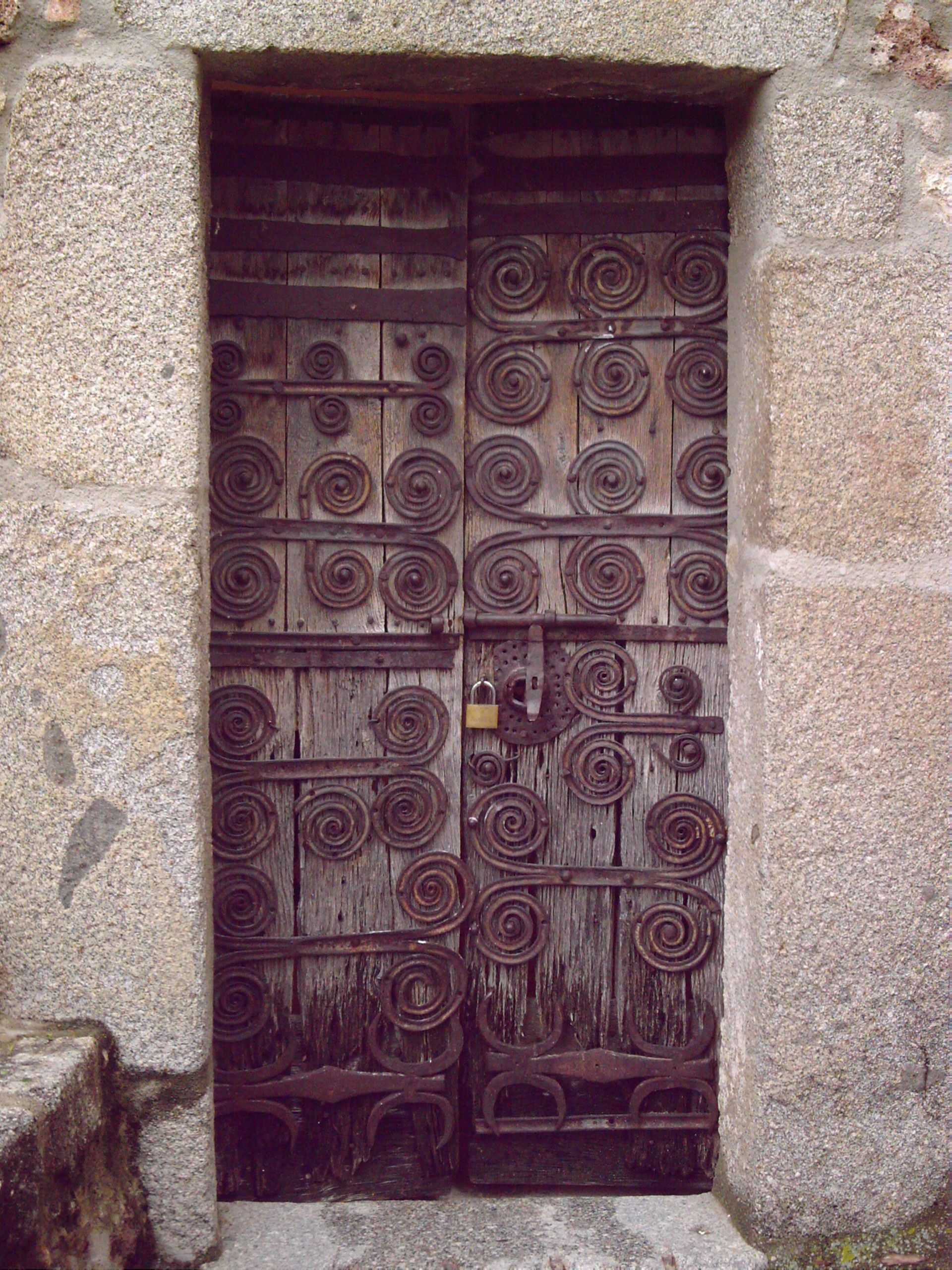
La porta

### Montagne de Maçanet de Cabrenys
- Roc de Frausa
- Roc del Comptador
- Roc de la Campana
- Castell de Bac Grillera
- Puig d'Avall
- Puig del Boixer

- Puig Brosser
- Puig de Calabuig
- Puig del Coll dels Pins
- El Cornell
- Puig de la Creu
- La Creu del Canonge

- El Moixer
- Puig de l'Evangeli
- Puig del Faig
- Puig Falcó
- Puig Farner
- Puig de la Guàrdia

- Puig de la Jana
- Roca Saquer
- Puig de la Màquina
- Puig de Milà
- Puig de les Pedrisses
- Puig de la Quera

- Roc de la Sentinella
- Roc del Pou
- Rocacinta
- Puig de les Roques
- Puig de Rovirós
- Puig del Solà de Sant Pere